# Rudniczyn
Rudniczyn – wieś w Polsce położona w województwie wielkopolskim, w powiecie wągrowieckim, w gminie Wągrowiec.
W latach 1975–1998 Rudniczyn administracyjnie należał do województwa pilskiego.
Przed 2023 r. miejscowość była częścią wsi Rudnicze.
W Rudniczynie znajduje się działająca od pierwszej połowy lat 70. Rolnicza Spółdzielnia Produkcyjna (RSP).